# Chris Slade
Chris Slade, pseudonimo di Christopher Rees (Pontypridd, 30 ottobre 1946), è un batterista britannico.

## Biografia
Le sue varie esperienze musicali passano attraverso importanti band come AC/DC, Uriah Heep, Asia, The Firm, Gary Moore e innumerevoli collaborazioni con artisti come Tom Jones, Paul Rodgers, Jimmy Page (Led Zeppelin-The Firm), David Gilmour (Pink Floyd) e Rick Dufay (Aerosmith).
Caratteristica fondamentale è il suo modo pirotecnico di suonare la batteria e le percussioni, strumentazioni che spesso Slade preferisce esasperare e arricchire con ulteriori accessori e elementi per rendere ancora più potenti le sue prestazioni.
Nella seconda metà degli anni Novanta, dopo l'esperienza hard rock con gli AC/DC, Chris Slade ha partecipato per circa cinque anni alle incisioni e ai tour del gruppo progressive rock Asia come membro fisso.
Dopo l'abbandono del gruppo nel 2005, Slade attualmente sta sviluppando un progetto con il neonato gruppo inglese Damage Control (insieme tra gli altri a Robin George e Pete Way).
Ultima nota biografica è la sua partecipazione (sempre nel 2005) alla realizzazione dell'album tributo agli Iron Maiden insieme ad altre decine di importanti e famosi musicisti rock (membri di Aerosmith, Metallica, Motörhead, ecc...).

### Con gli AC/DC
Una delle più importanti esperienze nella carriera di Chris Slade è senz'altro quella con gli AC/DC, gruppo hard rock australiano spesso al centro delle scene rock mondiali.
Slade diventa membro ufficiale del gruppo dopo alcuni mesi come session-man nel 1989 (prendendo il posto di Simon Wright, che a sua volta aveva rimpiazzato Phil Rudd nel 1983) e partecipa alle registrazioni dell'album The Razor's Edge (1990), dell'album Live (1992) registrato anche durante il Festival Monsters of Rock di Donington Castle e del singolo Big Gun (1993), realizzato per la colonna sonora del film Last Action Hero con Arnold Schwarzenegger.
Partecipa infine al The Razor's Edge World Tour nel 1990-1991, da cui appunto il gruppo registra l'album Live.
Lascia gli AC/DC all'inizio del 1994 quando Phil Rudd ritorna nella band dopo oltre dieci anni per l'incisione del successivo album del gruppo, Ballbreaker (1995).
Il giorno 07/02/2015 annuncia, attraverso la sua pagina Facebook, il ritorno con gli AC/DC dopo 21 anni a causa dei problemi con la legge da parte di Phil Rudd. Il giorno 08/02/2015 suona con la band in occasione dei Grammy Award. Slade sarà il batterista della band anche durante il Rock or Bust tour.

## Discografia

### Con Tom Jones
- 1965 - Along Came Jones
- 1966 - A-Tom-ic Jones
- 1966 - From the Heart
- 1966 - Green Green Grass of Home
- 1967 - Live at the Talk of the Town
- 1967 - 13 Smash Hits
- 1968 - Delilah

### Con i Toomorrow
- 1970 - Toomorrow

### Con i Manfred Mann's Earth Band
- 1972 - Manfred Mann's Earth Band
- 1972 - Glorified Magnified
- 1973 - Messin'
- 1973 - Solar Fire
- 1974 - The Good Earth
- 1975 - Nightingales and Bombers
- 1976 - The Roaring Silence
- 1978 - Watch

### Con gli Uriah Heep
- 1980 - Conquest

### Con Gary Numan
- 1982 - I, Assassin

### Con The Firm
- 1985 - The Firm
- 1986 - Mean Business

### Con gli AC/DC
- 1990 - The Razors Edge
- 1992 - Live

### Con gli Asia
- 2000 - Aura
- 2004 - Silent Nation